# Кавай Леонард
Кавай Ентоні Леонард (англ. Kawhi Anthony Leonard, нар. 29 червня 1991, Лос-Анджелес, США) — американський професіональний баскетболіст, легкий форвард команди НБА «Лос-Анджелес Кліпперс». Дворазовий чемпіон НБА, найцінніший гравець Фіналу НБА та найкращий захисний гравець НБА.

## Ігрова кар'єра

### Ранні роки
На університетському рівні грав за команду Сан-Дієго Стейт (2009–2011). Будучи на другому курсі набирав 15,7 очка та 10,4 підбирання за гру, чим допоміг команді попасти на турнір NCAA, де «Сан-Дієго Стейт» дійшов до 1/8 фіналу.

### Сан-Антоніо Сперс

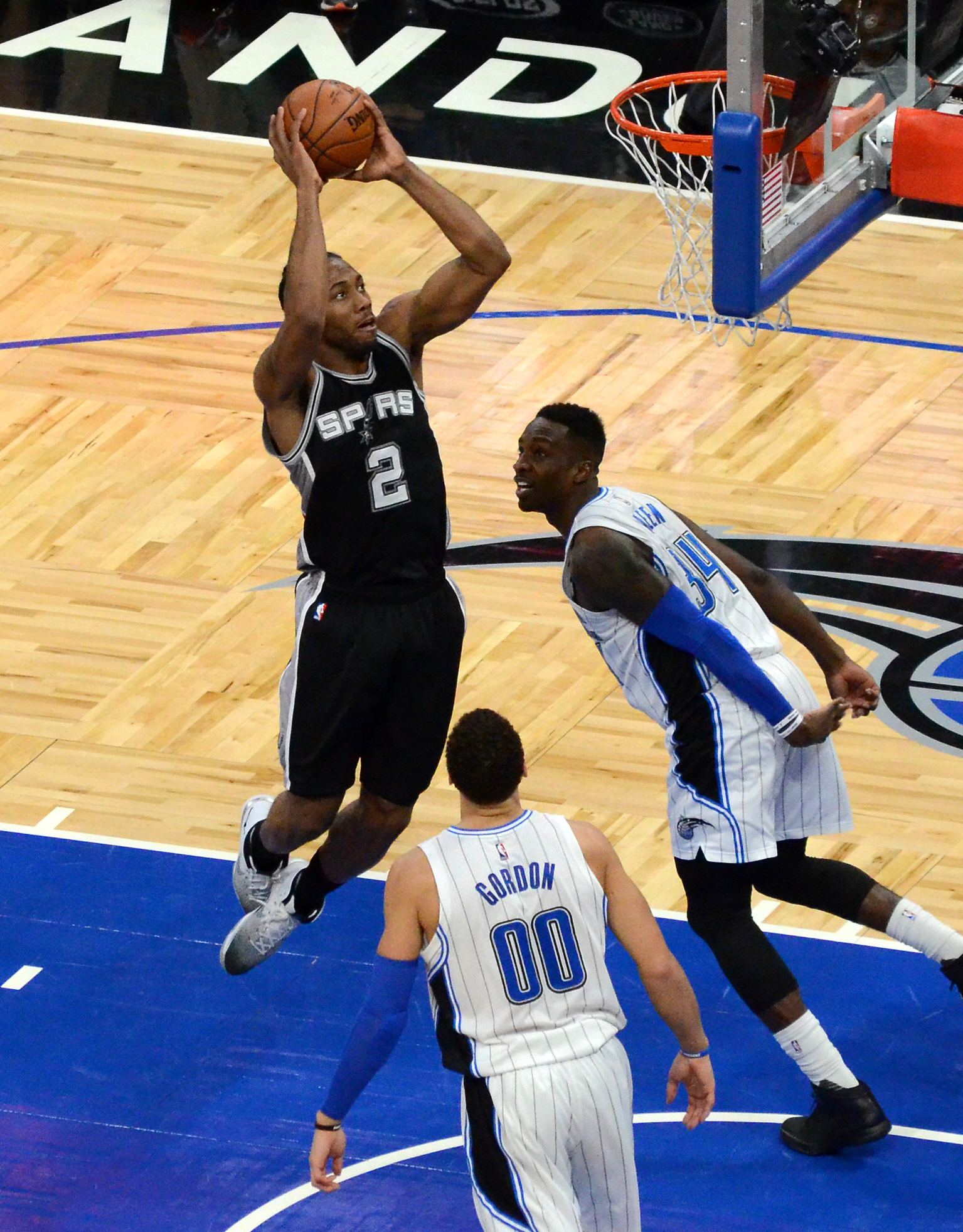
Леонард виконує слем-данк, 2017

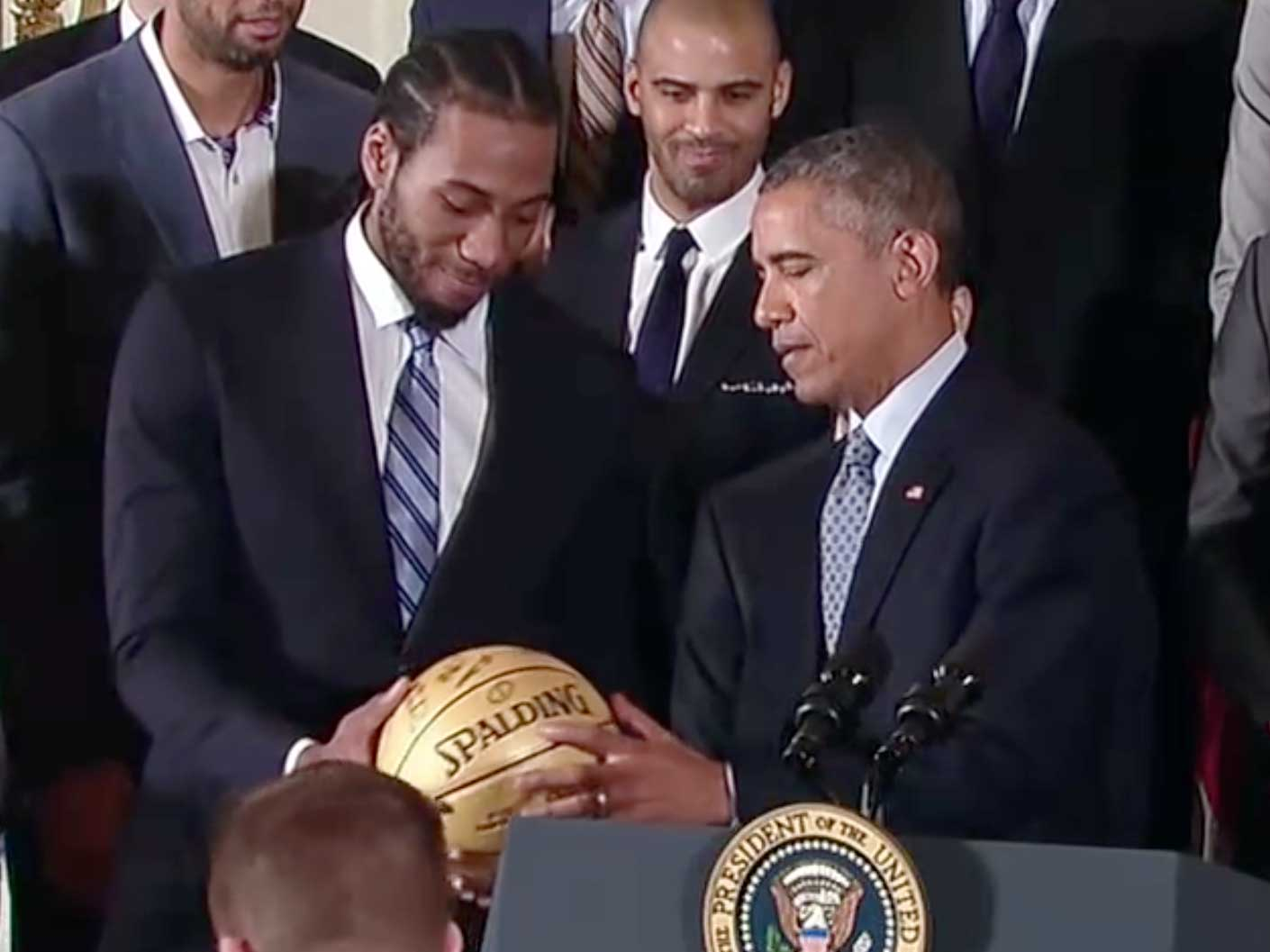
Леонард передає президенту США Бараку Обамі підписаний м'яч на прийомі у Білому Домі, присвяченому завоюванню чемпіонського титулу «Сан-Антоніо»

2011 року був обраний у першому раунді драфту НБА під загальним 15-м номером командою «Індіана Пейсерз». Проте професіональну кар'єру розпочав виступами за «Сан-Антоніо Сперс», куди одразу після драфту разом з Ераземом Лорбеком та Давісом Бертансом був обміняний на Джорджа Гілла. Взимку 2012 року мав взяти участь у матчі новачків на зірковову вікенді, проте так і не зіграв через ушкодження. Після того як «Сан-Антоніо» обміняв Річарда Джефферсона до «Голден-Стейт Ворріорс», Леонард зайняв місце у стартовій п'ятірці команди. За підсумками дебютного сезону зайняв четверте місце у голосуванні за найкращого новачка ліги та був включений у збірну новачків НБА.
Наступного року зіграв у матчі новачків та тих, хто грає другий рік на зірковому вікенді. Допоміг команді дійти до фіналу НБА, де «Сан-Антоніо» програв «Маямі Гіт» у серії з семи матчів. У сезоні 2013-2014 набирав 12,8 очка та 6,2 підбирання за гру, чим допоміг команді вдруге поспіль дійти до фіналу НБА, де «Сан-Антоніо» знову зустрівся з «Маямі». Цього разу клуб з Техасу переміг, ставши чемпіоном НБА. Сам Леонард набирав у фінальних матчах 17,8 очка, що дозволило йому стати найціннішим гравцем фіналу.
5 квітня 2015 року у матчі проти «Голден-Стейт» набрав 26 очок та рекордні для себе 7 перехоплень. 23 квітня був названий Найкращим захисним гравцем НБА, приєднавшись таким чином до Майкла Джордана та Хакіма Оладжувона як до гравців, яким вдавалось виграти дві нагороди — Найціннішого гравця фіналу НБА та Найкращого захисного гравця НБА. Наступного дня набрав рекордні для себе 32 очки у матчі проти «Лос-Анджелес Лейкерс», проте «Сперс» програли серію у семи матчах.
16 липня 2015 року підписав з «Сан-Антоніо» новий п'ятирічний контракт на суму 90 млн. доларів. Взимку 2016 року взяв участь у матчі всіх зірок НБА, ставши шостим гравцем франшизи, кому це вдалося, після Джорджа Гервіна, Ларрі Кенона, Елвіна Робертсона, Девіда Робінсона та Тіма Данкана. 2 квітня 2016 року у матчі проти «Торонто Репторз» набрав 33 очки, допомігши продовжити домашню переможну серію команди до 64 матчів. За підсумками сезону «Сан-Антоніо» став другим сіяним у Західній конференції, а Леонард вдруге поспіль отримав нагороду Найкращого захисного гравця НБА, ставши першим не центровим з часів Денніса Родмана, кому це вдалося двічі поспіль. Він також зайняв друге місце у голосуванні за Найціннішого гравця НБА, поступившись лише Стефу Каррі. У плей-оф допоміг команді пройти «Мемфіс Гріззліс», проте у другому раунді сильнішою виявилась «Оклахома».
25 жовтня 2016 року у матчі-відкритті сезону, «Сан-Антоніо» переміг «Голден-Стейт» 129—100, а Леонард оновив свій рекорд результативності, набравши 35 очок. 14 січня 2017 року у матчі проти «Фінікса» набрав вже 38 очок. 19 січня було оголошено, що він візьме участь у матчі всіх зірок, вдруге поспіль як стартовий гравець. Через два дні набрав 41 очко у переможній грі проти «Клівленд Кавальєрс». Допоміг команді дійти до фіналу Західної конференції, де «Сан-Антоніо» зустрівся з «Голден-Стейтом». У першій грі серії травмувався у зіткненні із Зазою Пачулією та вибув до кінця сезону, а «Сперс» програли фінал.
У сезоні 2017-2018 через травму пропустив перші 27 матчів сезону. 12 грудня повернувся на майданчик, проте зігравши кілька матчів, знову травмувався, вибувши на невизначений термін.

### Торонто Репторз

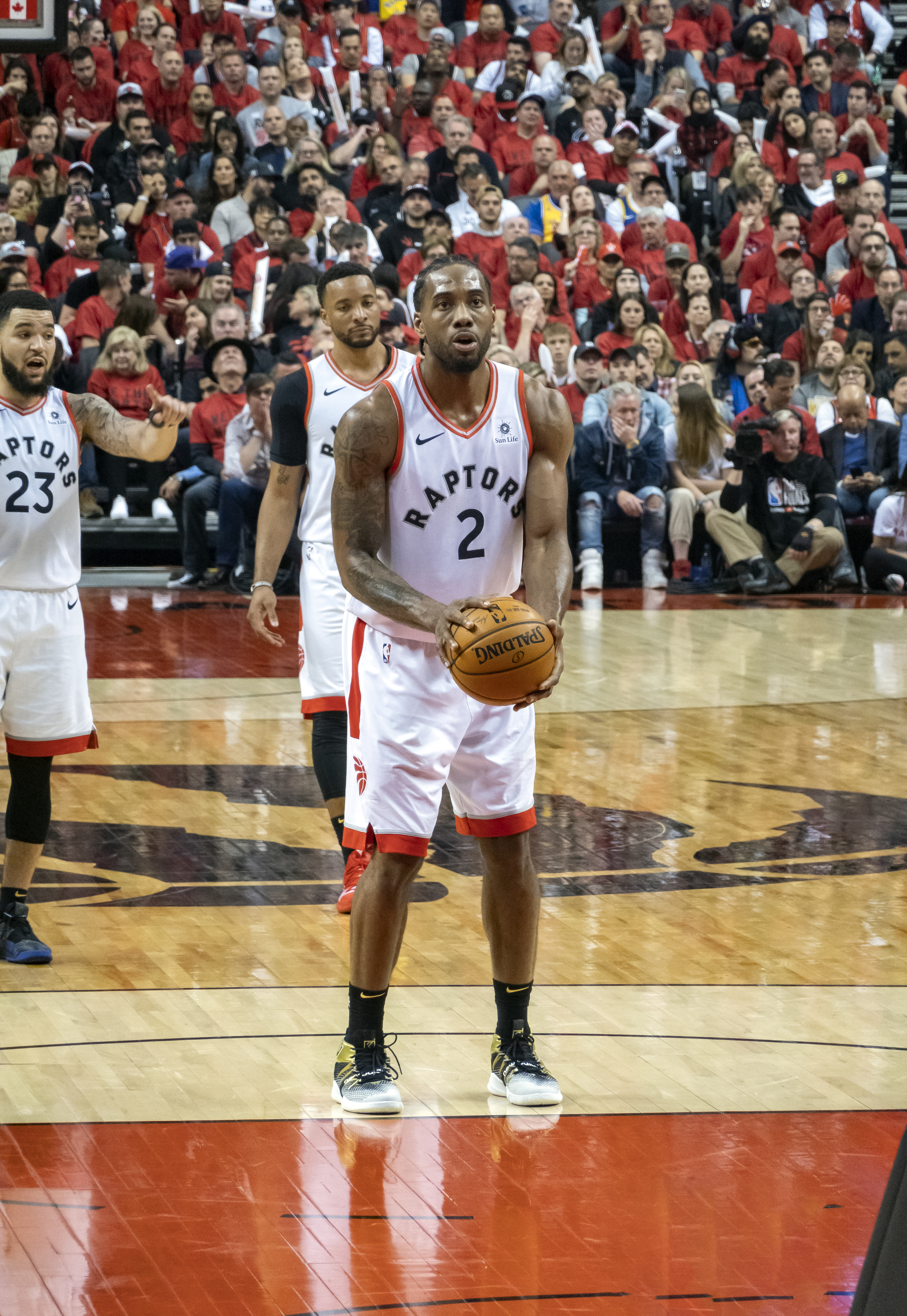
Леонард виконує штрафний кидок під час другого матчу фіналу НБА, 2019

У червні 2018 року запросив обмін до іншого клубу, висловлюючи бажання грати в одній з команд Лос-Анджелеса. Проте головний тренер «Сан-Антоніо» не планував підсилювати конкурентів з Західної конференції, тому Леонард був обміняний до «Торонто Репторз». Угода також включала переїзд до Торонто Денні Гріна, а у зворотньому напрямку переходили Демар Дерозан, Якоб Пельтль та право на вибір у першому раунді драфту 2019. Дебютував за нову команду Леонард 17 жовтня в матчі проти «Клівленда», який він допоміг виграти, набравши 24 очки та 12 підбирань. 25 листопада в матчі проти «Маямі» отримав перший у житті технічний фол. 1 січня 2019 року в матчі проти «Юти» набрав 45 очок, що стало для нього особистим рекордом результативності.
У першому матчі другого раунду плей-оф Леонард повторив свій рекорд результативності, набравши 45 очок проти «Філадельфії». Це стало для нього також найкращим результатом у матчах плей-оф. Він також став всього другим гравцем в історії «Торонто» після Вінса Картера (2001 рік, 50 очок), який набрав більше 40 очок у матчі плей-оф. У сьомому матчі серії з «Філадельфією» забив вирішальний триочковий кидок з сиреною, який дозволив команді пройти далі до фіналу Східної конференції. Там «Торонто» у напруженій серії переміг «Мілвокі Бакс», а наприкінці останнього матчу Леонард поставив данк на лідері «Мілвокі» Яннісі Адетокумбо.
У Фіналі НБА «Репторз» зустрілись з «Голден-Стейт Ворріорс» та виграли серію у шести матчах. Леонард отримав нагороду Найціннішого гравця фіналу НБА, ставши лише третім гравцем в історії після Леброна Джеймса та Каріма Абдул-Джаббара, хто вигравав цю нагороду з двома командами. Під час плей-оф Леонард набрав 732 очки; більше вдавалось набрати лише Леброну Джеймсу 2018 року (748 очок) та Майклу Джордану 1992 року (759 очок).

### Лос-Анджелес Кліпперс
10 липня 2019 року підписав контракт з «Лос-Анджелес Кліпперс». Дебютував за нову команду 30 жовтня в матчі проти «Лос-Анджелес Лейкерс», де набрав 30 очок, 6 підбирань та 5 результативних передач. 24 січня 2020 року записав до свого активу перший у кар'єрі трипл-дабл, набравши 33 очки, 10 підбирань та 10 асистів у матчі проти «Маямі». 16 лютого був названий стартовим гравцем матчу всіх зірок НБА. Допоміг команді дійти до другого раунду плей-оф, де «Кліпперс» поступилися «Денверу».
У сезоні 2020—2021 вивів команду до плей-оф, де «Кліпперс» дійшли до фіналу конференції. Там, щоправда, сильнішими виявились «Фінікс Санз».
Наступний сезон пропустив через травму. Без нього команда не змогла пробитися до плей-оф.

## Статистика виступів в НБА

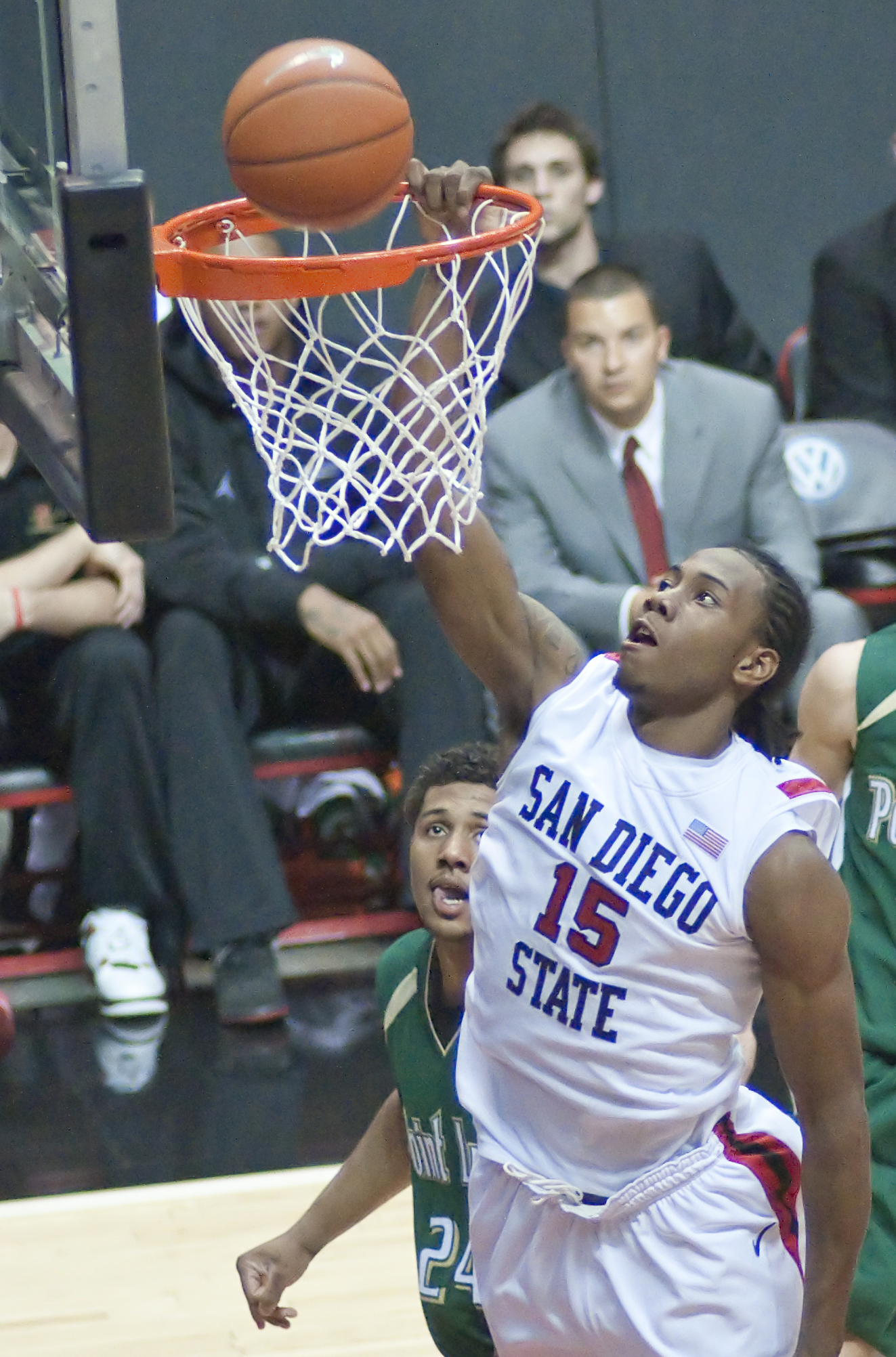
Леонард у грі за університет, 2009

| † | Позначає сезон, в якому Кавай Леонард ставав чемпіоном НБА |
| * | Лідер ліги                                                 |

### Регулярний сезон
| Сезон              | Команда                 | GP  | GS  | MPG  | FG%  | 3P%  | FT%  | RPG | APG | SPG  | BPG | PPG  |
| ------------------ | ----------------------- | --- | --- | ---- | ---- | ---- | ---- | --- | --- | ---- | --- | ---- |
| 2011–12            | «Сан-Антоніо Сперс»     | 64  | 39  | 24.0 | .493 | .376 | .773 | 5.1 | 1.1 | 1.3  | .4  | 7.9  |
| 2012–13            | «Сан-Антоніо Сперс»     | 58  | 57  | 31.2 | .494 | .374 | .825 | 6.0 | 1.6 | 1.7  | .6  | 11.9 |
| 2013–14†           | «Сан-Антоніо Сперс»     | 66  | 65  | 29.1 | .522 | .379 | .802 | 6.2 | 2.0 | 1.7  | .8  | 12.8 |
| 2014–15            | «Сан-Антоніо Сперс»     | 64  | 64  | 31.8 | .479 | .349 | .802 | 7.2 | 2.5 | 2.3* | .8  | 16.5 |
| 2015–16            | «Сан-Антоніо Сперс»     | 72  | 72  | 33.1 | .506 | .443 | .874 | 6.8 | 2.6 | 1.8  | 1.0 | 21.2 |
| 2016–17            | «Сан-Антоніо Сперс»     | 74  | 74  | 33.4 | .485 | .381 | .880 | 5.8 | 3.5 | 1.8  | .7  | 25.5 |
| 2017–18            | «Сан-Антоніо Сперс»     | 9   | 9   | 23.3 | .468 | .314 | .816 | 4.7 | 2.3 | 2.0  | 1.0 | 16.2 |
| 2018–19†           | «Торонто Репторз»       | 60  | 60  | 34.0 | .496 | .371 | .854 | 7.3 | 3.3 | 1.8  | .4  | 26.6 |
| 2019–20            | «Лос-Анджелес Кліпперс» | 57  | 57  | 32.4 | .470 | .378 | .886 | 7.1 | 4.9 | 1.8  | .6  | 27.1 |
| 2020–21            | «Лос-Анджелес Кліпперс» | 52  | 52  | 34.1 | .512 | .398 | .885 | 6.5 | 5.2 | 1.6  | .4  | 24.8 |
| Усього за кар'єру  | Усього за кар'єру       | 576 | 549 | 31.3 | .493 | .384 | .858 | 6.4 | 2.9 | 1.8  | .6  | 19.2 |
| В іграх усіх зірок | В іграх усіх зірок      | 5   | 5   | 19.8 | .525 | .400 | —    | 5.8 | 3.8 | 1.2  | .2  | 15.6 |

### Плей-оф
| Сезон             | Команда                 | GP  | GS  | MPG  | FG%  | 3P%  | FT%  | RPG | APG | SPG | BPG | PPG  |
| ----------------- | ----------------------- | --- | --- | ---- | ---- | ---- | ---- | --- | --- | --- | --- | ---- |
| 2012              | «Сан-Антоніо Сперс»     | 14  | 14  | 27.1 | .500 | .450 | .813 | 5.9 | .6  | 1.2 | .4  | 8.6  |
| 2013              | «Сан-Антоніо Сперс»     | 21  | 21  | 36.9 | .545 | .390 | .633 | 9.0 | 1.0 | 1.8 | .5  | 13.5 |
| 2014†             | «Сан-Антоніо Сперс»     | 23  | 23  | 32.0 | .510 | .419 | .736 | 6.7 | 1.7 | 1.7 | .6  | 14.3 |
| 2015              | «Сан-Антоніо Сперс»     | 7   | 7   | 35.7 | .477 | .423 | .771 | 7.4 | 2.6 | 1.1 | .6  | 20.3 |
| 2016              | «Сан-Антоніо Сперс»     | 10  | 10  | 33.9 | .500 | .436 | .824 | 6.3 | 2.8 | 2.6 | 1.4 | 22.5 |
| 2017              | «Сан-Антоніо Сперс»     | 12  | 12  | 35.8 | .525 | .455 | .931 | 7.8 | 4.6 | 1.7 | .5  | 27.7 |
| 2019†             | «Торонто Репторз»       | 24  | 24  | 39.1 | .490 | .379 | .884 | 9.1 | 3.9 | 1.7 | .7  | 30.5 |
| 2020              | «Лос-Анджелес Кліпперс» | 13  | 13  | 39.3 | .489 | .329 | .862 | 9.3 | 5.5 | 2.3 | .8  | 28.2 |
| 2021              | «Лос-Анджелес Кліпперс» | 11  | 11  | 39.3 | .573 | .393 | .880 | 7.7 | 4.4 | 2.1 | .8  | 30.4 |
| Усього за кар'єру | Усього за кар'єру       | 135 | 135 | 35.5 | .511 | .399 | .844 | 7.9 | 2.8 | 1.8 | .7  | 21.2 |

## Особисте життя
Народився у родині з п'ятьма дітьми, де був наймолодшою дитиною, маючи при цьому чотирьох сестер. Його батько був застрелений у 2008 році на власній автомийці у Комптоні.
У відносинах з дівчиною Кішель Шиплі. У липні 2016 року в пари народилась перша дитина. У березні 2019 року народилась друга дитина.
З 2018 року співпрацює з брендом New Balance. У червні 2019 року подав до суду на Nike через, те що компанія без дозволу використала його лого «Klaw».
Леонард відомий своїм спокійним темпераментом, він рідко дає інтерв'ю та майже ніколи не розповідає про своє особисте життя. За його словами він також не користується соціальними мережами.